# Jill Hennessy
Pour les articles homonymes, voir Hennessy (homonymie).
 (décembre 2013).
Si vous disposez d'ouvrages ou d'articles de référence ou si vous connaissez des sites web de qualité traitant du thème abordé ici, merci de compléter l'article en donnant les références utiles à sa vérifiabilité et en les liant à la section « Notes et références ».
Jill Hennessy, née le 25 novembre 1968 à Edmonton, en Alberta, au Canada, est une actrice et chanteuse canadienne.
Elle est connue pour ses rôles dans New York District – La Loi et l'Ordre (ou New York, Police judiciaire en français international) et Témoins silencieux (ou Preuve à l'appui en français international).
Elle a une sœur jumelle, Jacqueline Hennessy (en), avec laquelle elle a joué dans Faux-semblants et The Acting Class (en).

## Biographie

### Jeunesse
Elle a été diplômée de Grand River Collegiate Institute à Kitchener, Ontario. Son père John était vendeur en viande et voyageait souvent et sa mère Maxine a quitté la famille.

### Vie privée
Elle s’est mariée à Paolo Mastropietro (né le 29 juin 1964), un ancien propriétaire de bar le 1er octobre 2000.
Ils ont ouvert ensemble une taverne à Northvale, New Jersey en 1999. Ils ont eu une deuxième cérémonie de mariage en janvier 2001 à New York célébrée par Rudolph Giuliani.
Ils ont deux fils : Marco né le 17 septembre 2003 et Gianni né le 21 novembre 2007.

### Carrière
Elle est connue pour son rôle de Claire Kincaid dans New York, police judiciaire et surtout celui de Jordan Cavanaugh dans Preuve à l’appui.
Elle a joué au cinéma dans Chutney Popcorn.
Elle joue dans Jo avec Jean Reno.
Elle parle anglais, italien, français, espagnol et allemand du fait de ses origines irlandaises, italiennes, suédoises, françaises, autrichiennes et ukrainiennes.
Elle a fait la manche en jouant de la guitare dans le métro de New York.
Elle a fait partie de la liste des actrices pressenties pour le rôle de Dana Scully dans X-Files.

### Anecdotes
Miguel Ferrer, son partenaire dans Preuve à l’appui, a été révélé au grand public dans le rôle de Bob Morton, l'un des vices-présidents de l'OCP dans la franchise ciné RoboCop, alors que Jill Hennessy fut le docteur attitré du cyborg, Marie Lazarus, et l'une des héroïnes principales de RoboCop 3.

## Filmographie partielle

### Télévision
- 1988 - 1990 : War of the Worlds : Patty
- 1993 - 1996 : New York, police judiciaire, de Dick Wolf : Claire Kincaid
- 1995 - 1996 : Homicide : Claire Kincaid
- 2000 : Nuremberg, d'Yves Simoneau : Elsie Douglas
- 2001 : Les Femmes du clan Kennedy, de Larry Shaw (téléfilm) : Jackie Kennedy
- 2001 - 2007 : Preuve à l'appui : Jordan Cavanaugh
- 2004 - 2005 : Las Vegas : Jordan Cavanaugh
- 2009 - 2015 : The Good Wife : Rayna Hecht
- 2011 - 2012 : Luck : Jo Carter
- 2013 : Jo : Karyn
- 2015 - 2016 : Madam Secretary : Jane Fellows
- 2017 : Blacklist : Margot Rochet (1 épisode)
- 2018 : Yellowstone, série télévisée de Taylor Sheridan : Senateur Huntington
- 2018 : Bull : Ellen
- 2019 - 2022 : City on a Hill : Jackie Rohr

### Cinéma
- 1988 : Faux-semblants, de David Cronenberg : Escort Twin (as Jillian Hennessy)
- 1993 : RoboCop 3, de Fred Dekker : (Marie Lazarus)
- 1993 : Trip nach Tunis, de Peter Goedel (de) : Kathryn Darby
- 1994 : Le Journal, de Ron Howard : Deanne White
- 1996 : I Shot Andy Warhol, de Mary Harron : Laura
- 1996 : Kiss & Tell (en) de Jordan Alan : Interrogator Angela Pierce
- 1997 : A Smile Like Yours, de Keith Samples (en) : Lindsay Hamilton
- 1997 : Wanted : Recherché mort ou vif, de David Hogan : Dr Victoria Constantini
- 1998 : Dead Broke, d'Edward Vilga (en) : Kate
- 1999 : The Florentine (en), de Nick Stagiano (en) : Brenda
- 1999 : Row Your Boat (en), de Sollace Mitchell : Patti
- 1999 : Two Ninas, de Neil Turitz : Mike the Bartender
- 1999 : Chutney Popcorn, de Nisha Ganatra : Lisa
- 1999 : Molly, de John Duigan : Susan Brookes
- 1999 : Komodo, de Michael Lantieri (en) : Victoria
- 2000 : The Acting Class (en), de Jill Hennessy et Elizabeth Holder : Amanda Smythe / Jill / Anonymous
- 2000 : Un automne à New York, de Joan Chen : Lynn McCale
- 2001 : Hors limites, d'Andrzej Bartkowiak : Annette Mulcahy
- 2002 : Love in the Time of Money, de Peter Mattei : Ellen Walker
- 2002 : Romance de rêve (Pipe Dream), de John Walsh : Marina Peck
- 2007 : Bande de sauvages, de Walt Becker : Kelly Madsen
- 2007 : Game of Life (en), de Joseph Merhi : Brenda
- 2008 : Lymelife, de Derick Martini : Brenda Bartlett
- 2010 : Small Town Murder Songs, d'Ed Gass-Donnelly : Rita
- 2011 : Roadie, de Michael Cuesta : Nikki
- 2012 : Le Cavalier de l'aube (Dawn Rider) de Terry Miles : Alice Gordon
- 2016 : Braqueurs
- 2017 : Don't Sleep de Rick Bieber : Cindy Bradfor
- 2019 : Crypto : Robin

## Discographie
- 2009 : Ghost in My Head